# Сибгатуллина, Раиса Алексеевна
Раи́са Алексе́евна Сибгату́ллина (урождённая Чека́шкина, род. 10 декабря 1987, Тольятти, Куйбышевская область) — российская спортсменка, яхтсмен, чемпион России по парусному спорту.

## Биография
Родилась в Тольятти в спортивной семье, родители были её первыми тренерами в парусном спорте. Занималась в яхт-клубе «Дружба» под руководством Анастасии Малетиной и Игоря Малетина.
Училась в Тольяттинском государственном университете на факультете физической культуры и спорта.
Мастер спорта России по парусному спорту. Тренировала молодых спортсменов в Тольятти, затем работала тренером в Нью-Йорке.

## Достижения
2003:
- Осеннее первенство России среди девушек в классе «Европа» — ;
- Кубок России в классе «Европа» — ;
- Открытое первенство России в классе «Европа» — [10].

2004:
- Зимнее первенство России в классе «Европа» — ;
- Весеннее первенство России в классе «Европа» — ;
- Кубок России в классе «Европа» — ;
- Осеннее первенство России в классе «Европа» — ;
- Открытое первенство России среди девушек в классе «Европа» — ;
- Первенство России в классе «Европа» — [11].

2005:
- Кубок России в классе «Европа» — [6];
- Весеннее первенство России в классе «Европа» — [6];
- Первенство России среди девушек в классе «Европа» — ;
- Чемпионат России в классе «Европа» — ;

2006:
- Весеннее первенство России в классе «Лазер-радиал» — [12];
- I Летняя Спартакиада молодёжи в классе «Европа» — ;
- Открытое первенство России в классе «Лазер-радиал» — [6][13];
- Кубок России в национальных классах в классе «Луч-радиал» — [6];

2007:
- Весеннее первенство России в классе «Лазер-радиал» — [6];
- Кубок России в классе «Луч-радиал» — ;
- Кубок России среди женщин в классе «Лазер-радиал» — ;
- Первенство России в классе «Лазер-радиал» — [6];
- Чемпионат России в классе «Луч-радиал» — ;

2008:
- Весеннее первенство России в классе «Лазер-радиал» — [6];
- Открытое первенство России в классе «Европа» — [14];
- Первенство России в классе «Лазер-радиал» — [14];
- Чемпионат России в классе «Лазер-радиал» — [15];;
- Чемпионат России в классе «Луч-радиал» — [6];
- Кубок России неолимпийских классов яхт — [6];
- Кубок России в классе «Луч-радиал» — [6][14];

2009:
- Чемпионат России в классе «Луч-радиал» — [16];

2010:
- Чемпионат России в классе «Луч-радиал» — [3];

2011:
- Кубок России в классе «Луч-радиал» — [17];
- Чемпионат России в классе «Луч-радиал» — [3].;
- Кубок России в классе «Лазер-радиал» — [18].